# Guettarda hirsuta
Guettarda hirsuta là một loài thực vật có hoa trong họ Thiến thảo. Loài này được (Ruiz & Pav.) Pers. mô tả khoa học đầu tiên năm 1805.